# Willi Rube
Willi Rube (* 16. Dezember 1918 in Mannheim-Waldhof; † 13. Oktober 1997 in Mannheim) war ein deutscher Fußballspieler des SV Waldhof Mannheim und hat von 1945 bis 1954 in der Fußball-Oberliga Süd 146 Spiele absolviert und dabei 34 Tore erzielt.

## Laufbahn

### Jugend und Anfänge, bis 1945
Obwohl in Waldhof geboren begann der Schüler Willi Rube das Fußballspiel im Verein beim SC 1910 Käfertal. Sein Talent führte ihn bereits mit 17 Jahren in die „Erste“ des SCK und auch in die Stadtmannschaft von Mannheim. Der spielerisch besonders begabte Halbstürmer zeigte in mehreren Spielen der Bezirksligaauswahl Mannheim sein Talent und gewann mit Käfertal 1941/42 und 1942/43 die Meisterschaften in der Spielklasse 1 Nordbaden. Im Tschammerpokal 1940 war Spielmacher Rube mit Käfertal in der Gaugruppe Hessen/Südwest/Baden am 30. Juni 1940 erst in der Verlängerung mit 2:3 gegen den Gauligisten VfR Mannheim ausgeschieden. Durch die kriegsbedingten Einschränkungen führte der Sportbereich Baden aus verkehrstechnischen Gründen in der Saison 1943/44 eine Gauliga Baden unterteilt in drei Staffeln durch. In die Gruppe Nord wurde die Kriegsspielgemeinschaft SC Käfertal/MFC Phönix 02 aufgenommen und Rube konnte so in Spielen gegen den VfR Mannheim, VfTuR Feudenheim, SV Waldhof, KSG Neckarau und den weiteren Neuling KSG Walldorf/Wiesloch/Sandhausen antreten.
Gleich im ersten Spiel gegen die KSG VfL/07 Neckarau am 31. Oktober 1943 erzielte Rube den ersten „Käfertaler“ Treffer der Saison zum zwischenzeitlichen 1:1-Ausgleich; Neckarau gewann aber mit 6:4. Beim Sieger standen erstmals die erst 16-jährigen Zwillingsbrüder Karl und Martin Gramminger gemeinsam in einem Pflichtspiel für Neckarau auf dem Platz. Zwei der vier Käfertaler Treffer beim 4:2-Erfolg gegen Waldhof gingen auf das Konto des Käfertalers „Torschützen vom Dienst“, Willi Rube. In der NMZ (Neue Mannheimer Zeitung) wurde geschrieben: „Die KSG Käfertal bot auch diesmal eine recht beachtliche Leistung. Neben der sicheren Hintermannschaft gefiel besonders der Angriff, der in Rube einen überragenden Torschützen besitzt.“ Mit 11:9 Punkten belegte die KSG Käfertal/Phönix am Rundenende den 3. Rang und Rube hatte in neun Spielen zehn (13) Tore erzielt. In dieser Zeit lief Rube auch in der Stadtmannschaft von Mannheim in Spielen gegen Duisburg (2:2) und Heidelberg (6:0) auf. Am 28. Mai 1944 bildete er beim 2:2-Remis gegen Duisburg auf Halbrechts mit Rechtsaußen Ludwig Siffling den rechten Flügel und erzielte ein Tor. Im letzten Städtespiel am 1. Juli 1944 auf dem VfR-Platz gegen Heidelberg bilde
te er zusammen mit Willi Preschle und Ludwig Günderoth den Mannheimer Innensturm.
Im Mannheimer Raum wurde auch noch 1944/45 im September 1944 eine Runde mit sechs Vereinen gestartet. Zu einem geordneten Spielbetrieb konnte es aber in der Endphase des Krieges nicht kommen. Die KSG Käfertal/Phönix musste ihren Spielbetrieb im Oktober 1944 nach zwei durchgeführten Spielen einstellen – das letzte am 1. Oktober mit einer 1:5-Niederlage gegen Feudenheim – und die FG Union Heidelberg wurde nach Nichtantreten gegen Waldhof und VfR Mannheim aus dem Spielbetrieb ausgeschlossen. Rube war danach für Waldhof spielberechtigt und erzielte für die Blau-Schwarzen in vier Spielen drei Tore. Am 31. Dezember 1944 war er auch Torschütze zum 1:0 von Waldhof gegen den VfR Mannheim. Meister der Verbandsrunde wurde der SV Waldhof.
Insgesamt wird Rube bei Ebner mit 15 Spielen und 17 Toren in der Gauliga Baden geführt.

### Oberliga Süd, 1945 bis 1954
Im zweiten Jahr der Oberliga Süd, 1946/47, holte sich Waldhof die Vizemeisterschaft hinter dem 1. FC Nürnberg. Neben Willi Rube zeichneten sich Torhüter Karl Vetter, Reinhold Fanz, Georg Herbold, Ludwig Siffling, Werner Hölzer und Paul Lipponer dabei in der Mannschaft von Trainer Herbert Pahlke als Leistungsträger aus. Die Lokalrivalen VfR – Hermann Jöckel, Philipp Rohr, Rudolf de la Vigne, Kurt Stiefvater – und VfL Neckarau – Fritz Balogh, Willi Preschle, Günter Sosna, Karl Gramminger, Martin Gramminger – landeten dagegen auf dem 12. bzw. 16. Tabellenrang. Beide Lokalderbys gegen den VfR gewann Waldhof mit 3:0 und der Käfertaler spielte dabei jeweils auf Halblinks im damals angewandten WM-System. Häufig lief die Waldhof-Angriffsformation in der Besetzung mit Herbold, Fanz, Lipponer, Rube und Siffling auf. Bei den Erfolgen gegen den Karlsruher FV (5:1) und den FC Schweinfurt 05 (2:1) erzielte Rube zwei und beim 6:0-Heimerfolg am 21. April 1947 gegen den VfB Stuttgart drei Tore.
Als der 1. FC Nürnberg im Jahre 1948 die erste deutsche Fußballmeisterschaft nach dem Zweiten Weltkrieg erringen konnte, hatten zuvor die Waldhöfer in der Oberliga Süd dem Meister aus dem Frankenland im Heimspiel am 21. September 1947 vor 20.000 Zuschauern durch einen 3:1-Erfolg – zwei Tore durch Herbold – beide Punkte abgenommen. Der Heimsieg wurde mit der bereits 1946/47 erfolgreichen Angriffsformation mit Herbold, Fanz, Lipponer, Rube und Ludwig Siffling errungen. Auch gegen den torhungrigen Angriff der Stuttgarter Kickers – 113:58 Tore in dieser Runde – setzten sich Rube und Kollegen im Heimspiel am 5. Oktober 1947 mit 4:2 Toren durch. An diesem Tag stürmte Werner Hölzer neben Rube am linken Flügel. Nach dem 3:0-Heimsieg am 15. Februar 1948 – Rube hatte den Gastgeber mit 1:0 in Führung gebracht – stand Waldhof hinter dem 1. FC Nürnberg auf dem zweiten Platz. Beim torreichen 6:4-Heimsieg am 36. Spieltag, den 6. Juni 1948, gegen die SpVgg Fürth erzielte Rube den sechsten Treffer für die Walhöfer, Herbold zeichnete sich als dreifacher Torschütze aus. Insgesamt gelangen dem Spielmacher 10 Treffer in der Runde 1947/48. Die Blau-Schwarzen landeten auf dem 6. Rang in der Abschlusstabelle.
In der vierten Oberligarunde 1948/49 landete Waldhof mit dem Torverhältnis von 54:43 Toren auf dem 5. Tabellenplatz. Angreifer Georg Herbold führte mit 19 Toren – gemeinsam mit Emil Maier vom Meister Kickers Offenbach und Otto Thanner vom TSV 1860 München – die Torjägerliste in der Oberliga Süd an. Da der Lokalrivale VfR Mannheim sich im Süden als Vizemeister für die Endrunde um die deutsche Meisterschaft qualifizierte und überraschenderweise am 10. Juli 1949 in Stuttgart gegen Borussia Dortmund die deutsche Meisterschaft nach Mannheim holen konnte, ging die Leistung der Waldhöfer daneben unter. Beide Lokalderbys waren enge Spiele: In der Hinrunde setzte sich er VfR mit 2:1 auf dem Walhof durch, im Rückspiel trennte man sich am 6. März 1949 vor 20.000 Zuschauern mit einem 1:1. Waldhof war mit dem bewährten Angriff mit Siffling, Herbold, Lipponer, Rube und Hölzer aufgelaufen.
Ab der Saison 1950/51 ging es mit den „Waldhof-Buben“ in der Tabelle nach unten. Da Spielmacher Rube sich auch noch 1951/52 zweimal das Bein brach, war ein Mitgrund für den sportlichen Absturz. Im Jahre der Fußball-Weltmeisterschaft 1954 stieg Waldhof als Tabellenvorletzter aus der Oberliga Süd ab. Nochmals war der 35-jährige Routinier in 8 Spielen (1 Tor) an der Seite des ein Jahr jüngeren Georg Herbold zum Einsatz gekommen. Sein letztes Oberligaspiel bestritt Rube am 21. März 1954 bei einem 2:2-Heimremis gegen Viktoria Aschaffenburg, wo er als rechter Außenläufer im Einsatz gewesen war.
Nach der Beendigung seiner Spielerlaufbahn erwarb Rube den Trainerschein und übte fünf Jahre das Traineramt beim FV 1918 Brühl aus. Er gewann mit Brühl zwei Mal die Meisterschaft in der A-Klasse Süd 1960/61 und 1961/62 und stieg in die 2. Amateurliga auf. Berufliche Gründe zwangen ihn, er war bei der Margarine-Union angestellt, zur Aufgabe seiner Trainertätigkeit.